# Impacchettamento compatto di sfere

Figure 1 – Il reticolo hcp (sinistra) e il reticolo fcc (destra). Il contorno di ogni rispettivo reticolo di Bravais è evidenziato in rosso. Le lettere indicano che gli strati sono gli stessi. Ci sono due strati "A" nella matrice hcp, dove tutte le sfere sono nella stessa posizione. Tutti e tre gli strati nel gruppo fcc sono diversi. Notate che l'aggregato fcc può essere convertito in aggregato hcp tramite trasferimento della sfera più in alto, come si vede dal contorno tratteggiato.

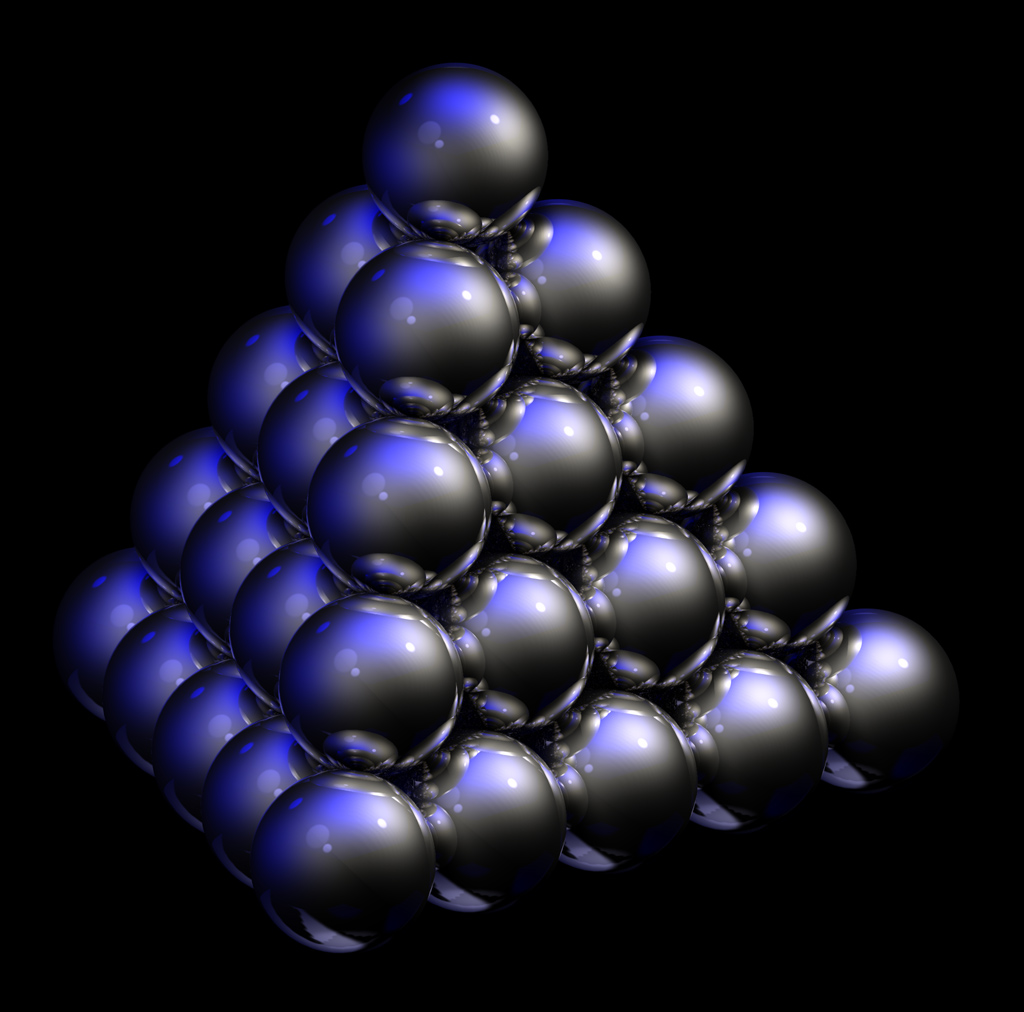
Figure 2 – Thomas Harriot per primo nel 1585 ca. considerò la matematica della disposizione a palle di cannone o aggregato a palle di cannone, che possiede un reticolo fcc. Notate come le palle adiacenti lungo ogni bordo del tetragono regolare che racchiude l'aggregato sono tutte in diretto contatto l'una con l'altra. Ciò non succede in un reticolo hcp, come indicato nella Fig. 3.

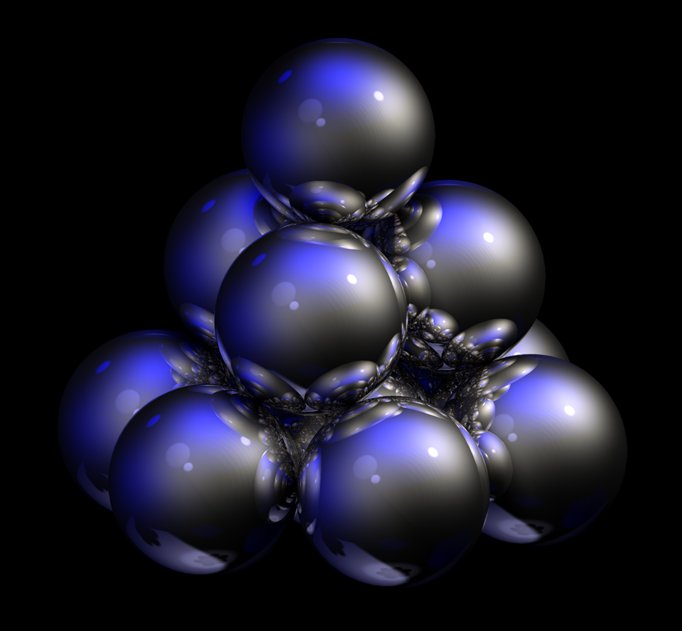
Figure 3 – Qui è mostrato un aggregato di undici sfere del reticolo hcp illustrato nella Fig. 1. L'aggregato hcp differisce dalle 3 file in alto dell'aggregato fcc mostrato nella Fig. 2 soltanto nella fila inferiore, la quale può essere modificata da una rotazione appropriata od operazione di trasferimento per formare un aggregato fcc.

In geometria, un impacchettamento compatto di sfere è la costruzione di una disposizione regolare infinita (o reticolo) di sfere identiche in modo da riempire la più grande frazione possibile di uno spazio tri-dimensionale infinito (vale a dire impacchettate più densamente possibile). Carl Friedrich Gauss dimostrò che la più alta densità media che può essere ottenuta da una regolare disposizione di reticolo è
{\displaystyle {\frac {\pi }{3{\sqrt {2}}}}\simeq 0.74048.}
La congettura di Keplero stabilisce che questa è la più alta densità che può essere ottenuta da ogni disposizione di sfere, regolare o irregolare.

## Disamina
Ci sono due reticoli semplici regolari che raggiungono questa più alta densità media, definiti cubico incentrato sulla faccia (fcc, face-centered cubic) e impacchettato compatto esagonale (hcp, hexagonal close-packed), basati sulla loro simmetria. Entrambi sono basati su piani di sfere disposti al vertice di un rivestimento (tiling) triangolare, differendo in base a come i piani sono aggregati l'uno sull'altro. In entrambe le disposizioni ogni sfera possiede dodici vicine. Per ogni sfera c'è un intervallo (gap) circondato da sei sfere ("ottaedriche") e due intervalli più piccoli circondati da quattro sfere ("tetraedriche"). Le distanze dei centri di questi intervalli dai centri delle sfere circostanti è {\displaystyle \scriptstyle {\sqrt {\frac {3}{2}}}} per il tetraedrico, e {\displaystyle \scriptstyle {\sqrt {2}}} per l'ottaedrico, quando il raggio della sfera è 1.
In base a uno strato di riferimento con posizionamento A, sono possibili altri due posizionamenti B e C. Ogni sequenza di A, B, e C senza ripetizione immediata della stessa è possibile e dà un impacchettamento ugualmente denso per sfere di un dato raggio.
Quelle più regolari sono:
- hcp = ABABABA (ogni altro strato è lo stesso)
- fcc = ABCABCA (ogni terzo strato è lo stesso).

Negli impacchettamenti compatti, la spaziatura centro-a-centro di sfere nel piano x–y è una semplice tassellatura simil-alveare con un pitch (distanza tra centri di sfera) di un diametro di sfera. La distanza tra i centri di sfera parallela all'asse z è:
{\displaystyle {\text{pitch}}_{Z}={\sqrt {6}}\cdot {d \over 3}\approx 0.81649658d,}
Dove d è il diametro di una sfera; questa segue dalla disposizione tetraedrica di impacchettamenti compatti di sfere.
Molte strutture cristalline sono basate su impacchettamenti compatti di atomi, o di grandi ioni con ioni più piccoli che riempiono lo spazio fra essi. Le disposizioni cubica ed esagonale sono molto compatte l'un l'altra in energia, e può essere difficile prevedere quale forma sarà preferita dai primi principi.
Il numero di coordinazione di hcp e fcc è 12 e il suo fattore di impacchettamento atomico (APF, Atomic Packing Factor) è il numero menzionato sopra, 0,74.

## Generazione del reticolo
Quando si forma ogni reticolo di impacchettamento di sfere, il primo fatto da notare è che ogni volta che due sfere si toccano si può tracciare una linea retta che va dal centro di una sfera verso il centro dell'altra e passa per il punto di contatto. La distanza tra i centri lungo il cammino più breve, vale a dire la linea retta appena menzionata sarà dunque r1 + r2 dove r1 è il raggio della prima sfera e r2 è il raggio della seconda. Nell'impacchettamento compatto tutte le sfere condividono un raggio comune, r. Dunque due centri avrebbero semplicemente una distanza 2r.

### Reticolo hcp semplice

Animazione - generazione del reticolo hcp.

Per formare un impacchettamento compatto esagonale di sfere A-B-A-B-... , le coordinate del reticolo saranno i centri delle sfere. Supponiamo che lo scopo sia quello di riempire un cubicolo (box) con sfere conformi al hcp. Il cubicolo sarà posto nello spazio di coordinate x-y-z.
La prima forma una fila di sfere. I centri giaceranno tutti su una linea diritta. La loro coordinata x varierà da 2r, dato che la distanza tra ogni centro, se le sfere si toccano, è di 2r. La coordinata y e la coordinata z saranno le stesse. Per semplicità, diciamo che le palle sono la prima fila e che le loro coordinate y e z sono semplicemente r, in modo che le loro superfici restino sui piani zero. Le coordinate dei centri della prima fila si situeranno come (2r, r, r), (4r, r, r), (6r ,r, r), (8r ,r, r), ... . La sfera incentrata su x = 0 è immediatamente omessa perché parte della sfera giacerà all'esterno.
Adesso, formiamo la successiva fila di sfere. Di nuovo, i centri giaceranno tutti su una retta con differenze di coordinata x di 2r, ma ci sarà uno spostamento di distanza r nella direzione x in modo che il centro di ogni sfera in questa fila si allinei con la coordinata x dove le due sfere si toccano nella prima fila. Ciò permette alle sfere della nuova fila di scivolare più vicino alla prima fila fino a che tutte le nuove sfere nella nuova fila verranno a toccare le due sfere della prima. Poiché le nuove sfere toccano due sfere, i loro centri formano un triangolo equilatero con quei due centri vicini. Le lunghezze del lato sono 2r, così l'altezza o la differenza della coordinate y tra le file è {\displaystyle \scriptstyle {\sqrt {3}}r}. Perciò, questa fila avrà coordinate come queste:
{\displaystyle (r,r+{\sqrt {3}}r,r),\ (3r,r+{\sqrt {3}}r,r),\ (5r,r+{\sqrt {3}}r,r),\ (7r,r+{\sqrt {3}}r,r),\dots .}
La prima sfera di questa fila tocca solo una sfera nella fila originaria, ma la sua posizione segue il resto della fila.
La fila successiva segue questi modelli di spostamento: la coordinata x da r  e la coordinata y da {\displaystyle \scriptstyle {\sqrt {3}}}. Si sommano file fino a pervenire ai bordi massimi di x e y del cubicolo (box).
In un modello di impacchettamento A-B-A-B-..., i piani spaiati (odd) numerati di sfere avranno esattamente le stesse coordinate salvo per una differenza di grado (pitch) nelle coordinate z e anche i piani numerati di sfere condivideranno le stesse coordinate x e y. Entrambi i tipi di piani sono formati usando il modello menzionato sopra, ma il luogo di partenza per la prima sfera della prima fila sarà diverso.
Usando il piano descritto precisamente sopra come piano #1, il piano A, pone una sfera sopra questo piano in modo che giaccia toccando tre sfere nel piano A. Le tre sfere si toccano sempre tutte l'un l'altra, formando un triangolo equilatero, e poiché tutte toccano la nuova sfera, i quattro centri formano un tetraedro regolare. Tutti i lati sono uguali a 2r poiché tutti i lati sono formati da due sfere che si toccano, la cui altezza o differenza della coordinata z tra i due "piani" è {\displaystyle \scriptstyle {\sqrt {6}}r2/3}. Questa, combinata con le equivalenti (offsets) nelle coordinate x e y, dà i centri della prima fila nel piano B:
{\displaystyle (r,{\sqrt {3}}r/3,r+{\sqrt {6}}r2/3),\ (3r,{\sqrt {3}}r/3,r+{\sqrt {6}}r2/3),\ (5r,{\sqrt {3}}r/3,r+{\sqrt {6}}r2/3),\ (7r,{\sqrt {3}}r/3,r+{\sqrt {6}}r2/3),\dots .}
Le seconde coordinate della fila seguono il modello precedentemente descritto sopra e sono:
{\displaystyle (2r,4{\sqrt {3}}r/3,r+{\sqrt {6}}r2/3),\ (4r,4{\sqrt {3}}r/3,r+{\sqrt {6}}r2/3),\ (6r,4{\sqrt {3}}r/3,r+{\sqrt {6}}r2/3),\ (8r,4{\sqrt {3}}r/3,r+{\sqrt {6}}r2/3),\dots .}
La differenza per il piano successivo, il piano A, è di nuovo {\displaystyle \scriptstyle {\sqrt {6}}r2/3} nella direzione z e uno spostamento nella x e y per uguagliare quelli delle coordinate x e y del primo piano A.

## Indici di Miller

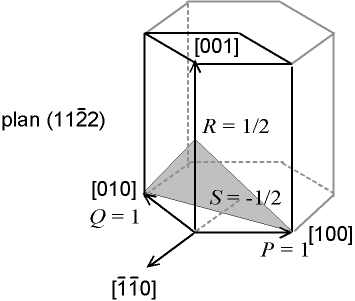
Indice di Miller-Bravais per il reticolo hcp

Le caratteristiche cristallografiche dei sistemi hcp, come vettori e famiglie di piano atomico possono essere descritte usando una notazione (hkil) dell'indice di Miller di valore quattro dove il terzo indice i denota un conveniente ma degenerato componente che è uguale a −h−k. Le direzioni dell'indice h, i e k sono separate da 120°, e non sono perciò ortogonali; il componente l è reciprocamente perpendicolare alle direzioni di indice h, i e k.